# پل چالان چولان
پل چالان چولان مربوط به دوره ساسانیان است و در جاده بروجرد به‌خرم‌آباد، مجاور پاسگاه انتظامی‌چالان‌چولان واقع شده و این اثر در تاریخ ۱۶ آذر ۱۳۷۶ با شمارهٔ ثبت ۱۹۴۶ به‌عنوان یکی از آثار ملی ایران به ثبت رسیده است.